# Riserva naturale Bosco di Barco
La riserva naturale Bosco di Barco è un'area naturale protetta situata sulla sponda sinistra orografica dell'Oglio, nei comuni di Orzinuovi e Soncino, tra le province di Brescia e Cremona, istituita con decreto del Consiglio regionale n° 1804 del 20 dicembre 1989.

## Descrizione
Pur estendendosi sulla sponda sinistra del fiume, l'area ricade nei territori dei comuni di Orzinuovi e Soncino. La riserva mira a proteggere un bosco che si trova lungo la vallecola primaria dell'Oglio ed alcuni solchi relitti del medesimo. All'interno sorge una lanca con acqua perenne.

## Interesse ambientale
L'importanza dell'area è prevalentemente botanica. Emergono in particolare gli alberi d'alto fusto quali il pioppo nero, la farnia, l'olmo.

## Fonti
- Scheda della Riserva nel sito Sistema Parchi della regione Lombardia, su parchi.regione.lombardia.it (archiviato dall'url originale il 7 giugno 2006).
- Elenco ufficiale delle aree naturali protette, 5º aggiornamento 2003